# Alpheus richardsoni
Alpheus richardsoni is een garnalensoort uit de familie van de Alpheidae. De wetenschappelijke naam van de soort is voor het eerst geldig gepubliceerd in 1971 door Yaldwyn.